# 가마쿠라 막부
가마쿠라 막부(일본어: 鎌倉幕府 가마쿠라 바쿠후[*])는 미나모토노 요리토모가 가마쿠라(현재의 가나가와현 가마쿠라시)에 설치한 막부이다.

## 통치 구조
당초 가마쿠라 막부는 이른바 가마쿠라도노(鎌倉殿)를 주재자로 하는 무사를 수반으로 한 지방정권으로, 그 지배는 동국(東国)이라 불리던 일본 간토 지방을 중심으로 이루어졌으며, 조큐의 난(承久の乱) 이후 일본 전국적인 정권으로써 비약하게 되어 그 권력을 확대하게 된 것인데, 애초부터 전국 정권을 지향한 것도 아니었고 어디까지나 조정의 권력을 전제로 하는 지방 정권이었다. 그 큰 이유 가운데 하나가 가마쿠라 막부가 장원공령제(荘園公領制)를 전제로 하는 정권이라는 점이었다.
일본 역사에서 지방에서 토지를 사유하는 무사단의 기원은 덴표(天平) 15년(743년) 당시 일본 조정이 효과적으로 세금을 거두기 위해 발포한 이른바 간전영년사재법(墾田永年私財法)의 시행으로 토지 사유가 공인되었던 데에서 유래하며, 예로부터 그 지역에서 살고 있던 호족이나 힘 있는 농민들이 토지를 사유하게 되었는데, 지방관인 국인(国司)에 의한 엄격한 징세를 회피하기 위해 힘 있는 지주들은 중앙 조정의 구교(公卿)에게 자신들의 토지 일부를 기진하고, 그들 자신은 그렇게 해서 구교들에게 기진된 장원(荘園)의 장관(荘官, 개발영주)로써의 지위를 얻게 된 것이 그 계기였다. 기진한 귀족의 보호를 받게 되었다고는 해도 이번에는 기진한 장원영주로부터의 갈취나 고쿠시와의 마찰, 인근 호족들에 의한 침략도 끊이지 않았고, 결국 농민들은 차츰 무장하게 되었다. 이것이 무사(武士)라는 계층의 탄생 요인으로 이어졌다.
나아가 유력 농민들이 시작의 단초로써 기여한 무사는 동시에 무사단의 기원으로 이어졌고, 수도인 헤이안쿄(平安京)에서 파견되어 온 하급 귀족(관인), 나아가 미나모토노 아손(源朝臣)이나 다이라노아손(平朝臣) 등 당상가(堂上家)나 지하가(地下家)를 상위로 하는 군사 귀족을 도료(棟梁)로 받들고 주종 관계를 맺음으로써 본령안도(本領安堵)나 항구 경영, 그리고 도적(몰락 무사 단속)이나 해적(수군 항목 참조)을 그들의 업으로 삼았다. 도료의 싸움에 종군하여 새로운 영지를 받는 것으로 번영의 실마리를 얻은 것이다.
미나모토노 요리토모는 그러한 각지의 무사단들을 통솔하는 귀족 명문 중의 명문이었고, 요리토모의 가마쿠라 막부란 고케닌(御家人)이 된 무사에게 지토(地頭)라는 직책을 주는 것으로 본령안도를 행하여 무공에 따라 새로운 영지를 주는 신은급여(新恩給与)를 행하였는데, 실로 장원공령제를 매개로 하는 것이었다. 하급자에 대한 어은(御恩)과 상급자에 대한 봉공(奉公)에 따라 무사의 이해를 대표하는 정권이었다고 할 수 있다. 그리고 가마쿠라 막부의 정치적 기반 및 군사적 ・ 경제적 기반은 요리토모가 헤이케 추토의 은상 등으로 얻은 간토 지행국(関東知行国), 간토 어령(関東御領)이었다.
그리고 가마쿠라 막부가 조정 권력을 전제로 하는 정권이었다는 두 번째 이유가 가마쿠라 막부가 율령 법제상의 다양한 존립 근거를 채우는 형태를 거침으로써 성립했다는 점이다.
애초에 이즈에서 히루가코지마(蛭ヶ小島)라는 섬의 유형인이었던 요리토모가 헤이케 추토를 위한 병사를 일으키는 전제가 되었던 일이 왕자 모치히토 왕(以仁王)의 이른바 「영지」(令旨, 엄밀하게는 어교서御教書)였다. 오바 가게치카(大庭景親)를 비롯한 간토의 헤이케측 무사단을 쳐부순 요리토모는 지쇼(治承) 4년(1180년) 가마쿠라에 자신의 거점을 두고 통치를 시작하였는데, 이 시점에서는 아직 다이라노 마사카도(平将門)와 다를 것이 없었던, 지극히 사적인 정권에 지나지 않았다. 그러나 주에이 (寿永) 2년(1183년에 들어 조정은 요리토모를 헤이케에 패하여 유형인이 되기 전의 위계인 종5위하(従五位下) 관위를 돌려주고 요리토모의 요망에 따라 헤이케가 동국 지역에서 행하던 장원이나 공령의 횡령을 폐지하고 옛 고쿠시나 장원영주에게 귀속시키는 권한을 승인하였다. 이른바 동국재량권(東国沙汰権)을 준 것이다. 그리고 이 권한의 이행을 위해 도고쿠의 지방관인 고쿠가(国衙)를 지휘할 권능도 인정되었던 것이다. 이른바 주에이 2년 10월 선지(寿永二年十月宣旨)이다.
겐랴쿠(元暦) 2년(1185년) 3월 24일에는 단노우라 전투(壇ノ浦の戦い)로 헤이케를 멸망시키는데 성공한 요리토모는 조적(朝敵) 추토의 공로자로써 헤이케가 소유하던 장원, 이른바 헤이케 몰관령(平家没官領)의 지배권을 요구하여 이를 승인받았고, 훗날 가마쿠라도노 직할 장원인 간토 어령이라는 불리는 소유 영지를 획득하였다. 또한 헤이케 멸망 뒤에는 요리토모에게 반기를 든 동생 미나모토노 요시쓰네(源義経)와 숙부 미나모토노 유키이에(源行家)가 고시라카와 법황(後白河法皇)으로부터 요리토모 추토의 인젠(院宣)을 받자 요리토모는 이에 항의하여 조정을 요리토모가 추천한 구교들을 의주(議奏)로 해서 그러한 의주를 통해 조정의 정치를 담당시키게 할 것, 요시쓰네 ・ 유키이에 추토의 인젠을 발급할 것, 그리고 덧붙여서 이 추토를 위해 도고쿠 및 기나이에 슈고(守護) 및 지토를 설치하는 것을 허가하고 나아가 장원이고 공령이고 상관없이 反別五升의 병량미(兵粮米)를 징수할 권한을 요리토모에게 줄 것을 요구하였다. 일본 역사에서 말하는 이른바 분지의 칙허(文治の勅許)이다.
그뒤 요리토모는 도고쿠에 강대한 독립 세력을 쌓은 오슈 후지와라 씨(奥州藤原氏)마저 멸망시키고 겐큐(建久) 원년(1190년) 11월, 곤노다이나곤(権大納言) 겸 우콘노에노타이쇼(右近衛大将)에 임명되었다(위계는 이미 겐랴쿠 2년인 서기 1185년에 종2위를, 분지 5년인 1189년에 정2위로 올라 있었다).
이로써 3위 이상의 구교로 인정받고 요리토모 자신의 가정(家政) 기관인 만도코로(政所) 설치를 공인받아 이제까지 요리토모가 독자적으로 설치해 오던 공문소(公文所)를 만도코로로 고치고 관직 우콘노에노타이쇼의 약칭 우대장(右大将)으로 인정받아 우대장가정소(右大将家政所)라 칭하였다. 이제까지 요리토모 개인로써의 관직 복귀나 도고쿠 처리권을 拠り所으로 하는 가마쿠라의 도고쿠 정권은 조정이 공인한 가정 기관으로써의 지위를 달고 통치 기관으로써의 정당성을 획득한 것이다. 겐큐(建久) 2년(1191년) 1월 15일, 가마쿠라에 돌아온 요리토모는 연두행사나 祝い事 등 画期に行われる 길서시(吉書始)를 행하였고, 우대장가정소를 司る 사등관으로써 만도코로벳토(政所別当)로 오에노 히로모토(大江広元), 령(令)으로 니카이도 유키마사(二階堂行政), 안주(案主)로 후지이 도시나가(藤井俊長), 지가사(知家事)로 나카하라 미쓰이에(中原光家)를 각기 임명하였으며, 問注所執事로 미요시 요시노부(三善善信), 사무라이도코로벳토(侍所別当)로 와다 요시모리(和田義盛), 사무라이도코로쇼시(侍所所司)로 가지와라노 가게토키(梶原景時), 공사봉행인(公事奉行人)으로 후지와라노 지카요시(藤原親能) 외 6인, 교토 슈고(京都守護)로 외척으로 구교이기도 한 이치죠 요시야스(一条能保), 진서봉행인(鎮西奉行人)으로 아마노 도카게(天野遠景)를 임명하여 가마쿠라 막부의 진용을 갖추었다.
겐큐 3년(1192년) 7月12日、요리토모는 조정으로부터 정이대장군(征夷大将軍) 선하(宣下)를 받았다. 『산괴기』(山槐記) 겐큐 3년(1192년) 7월 9일조 및 12일조에 따르면 요리토모가 바란 것은 「대장군」이었고, 그것을 수용한 조정에서 「총관」(惣官)・「정동대장군」(征東大将軍) ・「정이대장군」・「상장군」(上将軍) 이렇게 네 가지 후보가 제안되어 검토한 결과 다이라노 무네모리(平宗盛)가 임관되었던 「총관」이나 미나모토노 요시나카(源義仲)가 임관되었던 「정동대장군」은 흉례(凶例)라 하여 배척되고, 「상장군」도 일본에서는 그 선례가 없다 하여 과거 사카노우에노 다무라마로(坂上田村麻呂)가 임관했던 「정이대장군」이 길례(吉例)로써 선택되었다고 한다. 이 시대에 있어서는 거의 명예직화되어 있던 정이대장군이었지만 좌대신(左大臣)에 해당하는 정2위라는 고위 관위에서 이 직책을 나아간 것은 군권에 기초하는 정권 담당자라는 의미가 더해져서 이것이 막부의 주재자에게 세습됨으로 해서 가마쿠라 막부는 조정을 대신하는 정권으로써 명실상부히 확립되었다. 또한 전시에 있어서 일본 전국의 병마를 동원할 수 있는 정이대장군으로 임명된 것은 요리토모에게 비상대권을 부여한 것을 의미하였다. 훗날 미나모토노 요리토모는 무가정권의 시조로써 일본의 무사들에게 신성시되게 된다.
이렇게 가마쿠라 막부는 조정의 공적인 제도인 장원 공령제를 전제로 하여 조정으로부터 여러 중한 권한을 승인, 위양받아 성립한 정권이었음을 알 수 있다.

## 역사
일설에 의하면, 가마쿠라 막부는 1192년(겐큐(建久) 3년)에 미나모토노 요리토모가 정이대장군으로 임관되면서 시작되었다고 여기지만, 요리토모의 권력·통치 기구는 그 이전부터 존재했다. 현재는 실질적인 성립은 1192년 전인 즉 1185년이었다는 설이 지배적이다. 또, 일본에서 첫 번째 무사 정권이라고 여긴 적도 있었지만, 지금은 헤이케 정권에 뒤를 잇는 무사 정권으로 자리매김하고 있다.
요리토모는 무사 정권 성립을 명확하게 선언한 게 아니었다. 후세 연구가 사이 가마쿠라 막부 성립 시기에 관해 논의하였다. 막부 성립 시기에 관한 여러 가지 설이 있다. 그 이유로서는 가마쿠라 막부가 그 무사 정권으로서의 체제를 정돈하기까지는 몇 단계를 거치고 있는 걸로 있다. 우선 1180년(지쇼(治承) 4년)에 가마쿠라의 대창향(大倉郷)에 요리토모의 저택이 되는 오쿠라 고쇼(大倉御所)가 건설되었고 또 막부의 통치 기구의 원형이라고도 해야 할 사무라이도코로(侍所)가 설치되어 무사 정권의 확립이 형성되었다. 그리고 곤다이나곤(權大納言) 겸 우근위대장(右近衛大将)에 맡고 공경에 참석하여 장원 영주의 정무 기관인 만도코로(政所) 설치의 허가를 얻은 것으로, 말하자면 통치 기구로서의 합법성을 띠게 되어, 정이대장군의 작위가 하사(1192년) 되었다. 특히 단노우라 전투(1185년)로 헤이케 일족을 멸한 것이 결정적이었다. 이렇게 하여 가마쿠라 막부는 가마쿠라 시대를 통해서 명실 공히 무사 정권으로서 성립하게 되었다. 막부의 지배는 수호의 설치로 내부 치안 유지로 담당했지만, 그 지배는 한정적이었지만, 점차 범위를 확대하여, 죠큐의 난이나 원나라의 침입 등에서 전국적인 지배권을 확립하기에 이르렀다.
가마쿠라 막부는 1333년에 가마쿠라에 웅거하며 집권직을 독점하던 호조씨가 아시카가 다카우지, 구스노키 마사시게, 닛타 요시사다의 연합군에 멸망하고 그 막을 내렸다. 그 이전의 약 150년간을 가마쿠라 시대라고 부른다. 막부라고 하는 무사 정권의 형태는, 후에 무로마치 막부와 에도 막부로 계승되었다.

## 관련 논저
- 남기학, 《가마쿠라 막부 정치사의 연구》, 한국문화사, 2018년 1월 5일

## 같이 보기
- 가마쿠라 막부의 정이대장군
- 가마쿠라
- 정이대장군

- 로쿠하라 단다이
- 일본의 역사
- 원나라의 일본 원정
- 무신정권